# ديدييه فرميش
ديدييه فرميش هو مجدف بلجيكي، ولد في 6 يناير 1953.

## وصلات خارجية
- ديدييه فرميش على موقع الاتحاد الدولي للتجديف (الإنجليزية)
- ديدييه فرميش على موقع اللجنة الأولمبية الدولية (الإنجليزية)
- ديدييه فرميش على موقع أوليمبيديا (الإنجليزية)